# Ezreléknél kisebb részek
Általában a hétköznapi életben elegendő az egész részeit százalékban, néhány esetben pedig ezrelékben megadni. Ugyanakkor vannak esetek, mikor ezek már nem elegek. Ilyenkor új egységek bevezetése szükséges.

## Part perelőtag
Kézenfekvő lehet az egység valahányad részét venni. Ezért alkották meg a part per (valahányad rész) előtagot. Utána következik az angol (amerikai) szám, hogy az egész hányadrészét nézzük. A leggyakoribb ilyen egységek:
- Part per 100 (századrész): Leggyakrabban százalék formában ismert (%).
- Part per 1000 (ezredrész): Ezrelék (‰).
- Part per ten thousand (tízezred rész): Erre is van külön szimbólum (tízezrelék, ‱), de ritkán használjuk. Az is gátolja az elterjedését, hogy a „tízezrelék” kifejezés könnyen összetéveszthető a tíz ezrelékkel, ami egy százalék.
- Part per million (ppm, milliomod rész): Az egész rész egy milliomodát (106) jelenti.
- Part per billion (ppb, milliárdod rész): Mivel az amerikai angolban a rövid skálát használják, sok más nyelvben (köztük a magyarban) viszont a hosszú skálát, ezért a billion milliárdot (109) jelent.
- Part per trillion (ppt, billiomod rész): Angolul a trillion egy billiót (1012) jelent.
- Part per quadrillion (ppq, billiárdod rész): 1015, ritkán használják.

## Használat
Leggyakrabban a kémiában és a csillagászatban használják. Például a Mars légkörében a neon mennyisége 2,5 ppm.
Történelmileg eredeti értelmezése volt: végy egyet az egyikből és végy hozzá 999 999-et a másikból. Ez eredetileg mérlegelésre vonatkozott. A félreértéseket – ennek alapján – később a fizikai mennyiség megnevezésére utaló toldattal kísérelték meg feloldani: ppmv (parts-per million by volume, milliomod rész térfogat szerint), ppmw (parts-per million by weight, milliomod rész súly szerint), de a fizikailag helyes, a tömegre való utalás (by mass) nem volt képes elterjedni. Nehezíti ennek a mértékegységnek az értelmezését, hogy a móltörtre való utaláshoz is az m betűt kellene használni (by mole).

## Hátrányok, alternatívák
Egyértelmű hátránya, hogy a világon nem mindenhol ugyanazok a számok nevei. Tehát amíg a billion kifejezés Londonban 1012-t jelent, addig New Yorkban ez 109-t. Így például a ppb elnevezés nem lenne egyértelmű.
1999-ben javaslat érkezett az Uno (U, egy egész) SI mennyiség bevezetésére, melyhez SI-prefixumokat lehetne ragasztani. Például cU, azaz centiuno az egység százada, százalék. Ez a munkabizottság a Nemzetközi Súly- és Mértékügyi Hivatalnál érdemi döntés nélkül feloszlott.
A tudományban gyakran a törtek normálalakját használják, hogy elkerüljék a félreértéseket.